# 0 (число)
0 (нуль від лат. nullus — ніякий, жоден, заст. укр. оник, заст. укр. зеро) — цифра й одночасно число, нейтральний елемент для операції додавання. Множення будь-якого числа на нуль дає нуль.

## Природа нуля
Залежно від множини, на якій визначена операція додавання, нуль може мати різну природу. Зазвичай мають на увазі дійсний нуль, тобто нуль у контексті множини дійсних чисел; комплексний нуль; нуль-многочлен; нуль-вектор.
Очевидно, що дійсний нуль, комплексний нуль, нуль-многочлен (якщо коефіцієнти многочлена комплексні числа) є тим самими об'єктом.
Дійсний нуль є границею між областю додатних й областю від'ємних чисел. Нуль не має знака. Деякі вчені говорять про множинності нуля, розділяючи множину дійсних чисел на три підмножини однакової потужності: додатні, від'ємні й беззнакові числа. Водночас беззнакові числа є нуль. Множина беззнакових чисел замкнена відносно операцій додавання й множення.
Нуль є нульовим числом Мерсенна.

## Нуль як натуральне число
Існує два підходи до визначення натуральних чисел, що відрізняються належністю нуля множині натуральних чисел. У радянській школі прийнято не відносити нуль до натуральних чисел.

## У математиці
0 — ціле число, що слідує одразу перед 1. Нуль є парним числом оскільки ділиться без залишку на 2. 0 (за межами радянської школи) — натуральне число, і є єдиним недодатним натуральним числом. А також:
- Існує нульове число Фібоначчі
- {\displaystyle 2_{0}=1}
- {\displaystyle 0!=1}
- У Давній Греції числа 0 не було
- У численні висловлень нуль може використовуватись для позначення значення істинності «хиба».
- Властивість логарифму: {\displaystyle log_{a}1=0}, при {\displaystyle a>0}

## У фізиці
Значення нуль відіграє особливу роль для багатьох фізичних величин. Для деяких величин, рівень нуля за природою відрізняється від інших, тоді як для деяких він вибраний довільним чином. Наприклад, для абсолютної температури (що вимірюється в Кельвінах) нуль це найменше можливе значення (існують визначення і від'ємних температур, але системи з від'ємною температурою фактично не мають холодніших значень). На противагу цьому є шкала температур Цельсія, де за нуль довільним чином вибрано значення температури замерзання води. Під час вимірювання інтенсивності звуку в децибелах або фонах, нульовий рівень вибирають довільно відповідно до опорного значення — наприклад, значення для порогу чутності. У фізиці, точка нульової енергії найменше можливе значення енергії, якою може володіти квантово-механічна фізична система, а також це є енергія стаціонарного стану системи.

## У хімії
Нуль був запропонований як атомний номер теоретичного елементу тетранейтрон. Було показано, що кластер із чотирьох нейтронів може бути досить стабільним, аби його на повних правах розглядали як атом. Це б утворило новий хімічний елемент, що не містить протонів і не має заряду ядра.
Ще в 1926, Андреас фон Антропофф ввів термін нейтроній для гіпотетичної форми матерії утвореної лише з нейтронів, без участі протонів, яку він упорядкував як хімічний елемент з атомним числом нуль на початку нової версії періодичної таблиці хімічних елементів. Згодом він класифікував його як благородний газ посеред декількох спіральних представлень періодичної системи для класифікації хімічних елементів.

## В інших галузях
- ASCII-код керівного символу NUL
- Музичний інтервал прима охоплює 0 тонів
- Нульового року в юліанському й григоріанському календарі не було
- В інформатиці індексування масиву починається з 0 в таких мовах програмування, як C, C++, Java, Python та інші.

## Цікаві факти
- Будь-яке число (крім нуля) в нульовому степені буде дорівнювати одиниці

## Історія
Хоча в Давній Греції число 0 не було відоме, в астрономічних таблицях Клавдія Птолемея пусті клітинки позначались символом «ο» (літера омікрон, від дав.-гр. ονδεν — нічого); можливо, що це позначення вплинуло на появу нуля, але більшість істориків визнає, що десятковий нуль винайшли індійські математики
. Спочатку найпершим у світі вважали код нуля, знайдений у написі 787 року, нанесеному на храмовий мур у місті Гваліор (Центральна Індія), але 2017 року радіовуглецеве датування, якому піддали т. зв. Бахшалійський рукопис, написаний на бересті, сповнений математичних правил, прикладів і пояснень до них (у підрахунках сотні разів з'являється нуль у вигляді крапки) та знайдений ще 1881 року у полі на території сучасного Пакистану, засвідчив, що індійські математики широко вживали нуль ще в III столітті нашої ери. І лише через багато століть арабські математики підхопили нуль від індійців, а через їхні праці цифра нуль потім поступово перейшла в європейську систему числення.

### Стародавній Близький Схід
Система числення Стародавнього Єгипту була десятковою. Єгиптяни для запису цифр використовували ієрогліфи і вони не були позиційними як узвичаєно зараз. Близько 1770 р. до н. е., Єгиптяни мали символ для позначення нуля, що зустрічається в облікових записах. Символ nfr, що означав «красивий», також використовувався для позначення основного рівня під час креслення гробниць і пірамід, а відстані вимірювалися відносно цієї лінії основи, як такі що знаходяться вище або нижче цієї лінії.
До середини другого тисячоліття до н. е., Вавилонська математика мала складну шістдесяткову позиційну систему числення. Відсутність позиційного значення (нуль) позначали як пропуск між шістдесятковими цифрами. До 300 р. до н. е., в цій самій Вавилонській системі було заведено використовувати символ пунктуації (два нахилені клини) для заповнення знакомісця. На табличці знайдені в місті Кіш (що датується приблизно з 700 р. до н. е.), писар Бел-бан-аплу (Bêl-bân-aplu) записував нулі трьома гачками, а не двома нахиленими клинами.
Вавилонський символ для заповнення знакомісця не був повноцінним нулем, оскільки він не використовувався самостійно без інших цифр. А також він не використовувався в кінці чисел. Таким чином такі цифри як 2 і 120 (2×60), 3 і 180 (3×60), 4 і 240 (4×60), виглядали однаково, оскільки великим цифрам бракувало в кінці шістдесяткового розряду. Відрізнити їх можна було лише завдяки контексту.

### Американські континенти доколумбійських часів

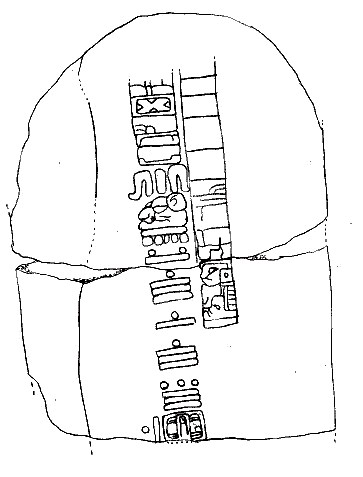
Зворотна сторона стели C епіольмеків із Трес-Сапотес (археологічного пам'ятника в Мексиці), другий за віком знайдений запис дат довгого рахунку. Числа 7.16.6.16.18 перераховують як Вересень, 32 р. до н. е. (за Юліанським календарем). Ієрогліфи, що збереглися довкола запису дати вважають одним з декількох прикладів письма епіольмеків.

Мезоамериканський календар довгого рахунку, що існував у південно-центральній Мексиці й Центральній Америці використовував нуль для заповнення знакомісця в двадцятковій (з основою 20) позиційній системі числення. Багато різних символів, зокрема цей неповний чотирилисник —  — використовувався як символ нуля для цих довгих дат, найстарішим з них (на другій Стелі в Чіапа де Корзо, Чіапас) мав записану дату в 36 до н. е. Насправді, записи довгих за відліком дат у яких використовувався нуль, знаходилися до часів 3-го століття до н. е, але оскільки така система відліку довгих чисел не мала б сенсу без деякого заповнювача знакомісця, а між мезоамериканськими ієрогліфами зазвичай немає пропусків, ці ранні дати прийняті як доказ, що поняття 0 вже існувало в ті часи.
Оскільки вісім найдавніших календарів довгого рахунку знаходилися за межами батьківщини Мая, прийнято вважати, що використання нуля на Американських континентах почалося до Мая, і ймовірно нуль був винаходом Ольмеків. Багато з найстарших календарів довгого рахунку були знайдені на територіях, що є різними для Ольмеків, хоча цивілізація Ольмеків перестала існувати до 4-го століття до н. е., що на декілька століть раніше ніж вік найдавніших календарів довгого рахунку.
Хоча нуль був невіддільною частиною системи чисел Мая, у якій використовувався своєрідний ієрогліф для позначення цифри «нуль», подібному до порожнього панциру черепахи, вважають що це ніяк не вплинуло на систему числення Старого Світу.
Кіпу, пристосування зі шнурів з вузликами, яке використовувалося в Імперії Інків і їхніх попередніх спільнотах в Андах для запису цифрових даних, являли собою кодування в десятковій позиційній системі. Нуль позначали як відсутність вузла у відповідній позиції.

### Класичні античні часи
У стародавній Греції не було символу для позначення нуля (μηδέν), і не використовували цифрового знакомісця для нього. Схоже на те, що вони були не певні щодо статусу нуля як числа. Існувало запитання, «Як ніщо може бути чимось?», що призвело до появи філософських і релігійних (у період середньовіччя) роздумів щодо природи й існування нуля та вакууму. Парадокс Зенона Елейського більшою мірою був викликаний непевною інтерпретацією поняття нуля.

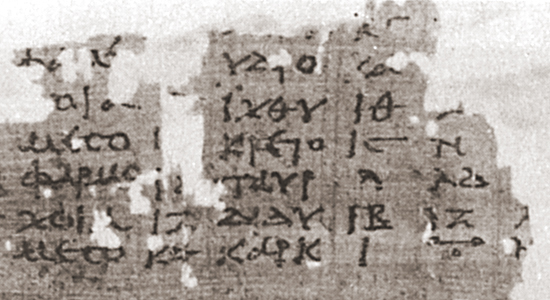
Приклад давньогрецького запису символа нуль (у правому нижньому куті) на папірусі 2-го століття

Близько 130 р. до н. е., Птолемей, під упливом Гіппарха і Вавилонців, використовував символ нуль (невелике коло з довгою рискою зверху) у своїй роботі з математичної астрономії, що відома як Альмагест. Спосіб використання нуля можна побачити з таблиці хорд у цій крижці. Птолемей використовував нуль у шістдесятковій системі числення, також використовував буквені грецькі цифри. Оскільки він використовувався самостійно, не лише як заповнювач знакомісця, цей Елліністичний нуль є напевне найдавнішою письмовою згадкою, де використовується цифрове представлення нуля в Старому світі.
Після Візантійських рукописів Птолемеєвого Алмагеста, Елліністичний нуль перетворився в грецьку літеру омікрон.
Інше позначення нуля використовували в таблицях разом з римськими числами в 525 р. (перше відоме використання знайдене в Діонісія Малого), але у вигляді слова, nulla, що означало «ніщо», а не символу. Коли в разі ділення остача дорівнювала нулю, використовувалося слово nihil, що тако означає «ніщо». Ці середньовічні поняття нулів згодом використовувалися в усіх майбутніх середньовічних розрахунках дат Великодня. Вперше літеру «N» як символ, що позначав нуль у таблиці римських чисел, використав Беда Преподобний або його соратники в 725 р.

### Китай

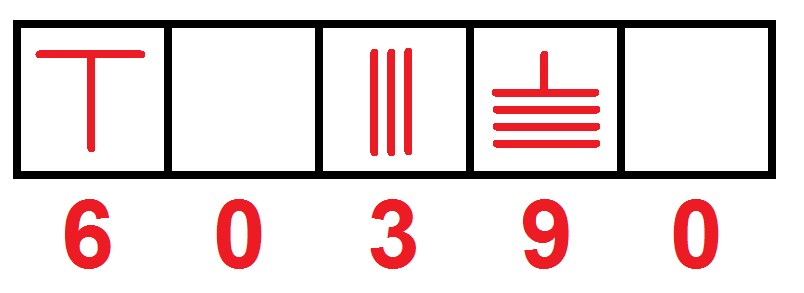
Це зображення як нуль представляли в Китаї за допомогою рахункових паличок, що взяте з прикладу наведеного в Історії математики. Порожнє місце використовувалося, аби представити нуль.

Точний вік математичного трактату Сунцу Суанчінг — невідомий, але за оцінками він датується періодом з 1-го до 5-го століть н. е., а Японські записи, що датуються 18-им століттям, описують як система Китайських рахункових паличок з 4-го століття до н. е. використовувалася для здійснення розрахунків у десятковій системі. Відповідно до Історії Математики, палички «надавали десяткове представлення числа, де пусте місце означало нуль.» Система рахункових паличок, як вважають була позиційною системою.
У 690 р., Імператриця У ввела у вжиток зетійські символи, одним з яких був «〇». Це слово тепер використовують як синонім для числа нуль.
У ті часи нуль не розглядали як число, а був він «порожньою позицією». Математичний трактат у дев'яти розділах Цінь Цзюшао, написаний у 1247 є найстарішим китайським математичним текстом, що зберігся, у якому використовується округлий символ для позначення нуля. За часів Династії Хань (2-е століття н. е.) китайські автори були знайомі з поняттям від'ємних чисел, це видно з Математики в дев'яти книгах,, що є набагато раніше ніж це поняття добре закріпилося в Європі в 15-му столітті.

### Індія та Південно-Східна Азія
Пінгала(3-є/2-ге століття до н. е.), що вивчав веди Чхандас, використовував двійкові числа у вигляді коротких і довгих рисочок (довгі риски мали довжину вдвічі більшу за короткі), запис, що був схожим на код Морзе. Пінгала використовував Санскритське слово шунья для явного вказання нуля.
Вважають, що найбільш раннім текстом де використовувалася десяткова позиційна система числення, що також містила в собі нуль, це Локавібхага, Днайнійський текст з космології, що зберігся у середньовічному перекладі на санскрит оригіналу з пракритської, яка датується 458 р. н. е. (Сака ера 380). У цьому тексті, шунья («пустий, порожній») також використовувалося як слово, що ідентифікує нуль.